# Stazione di Croviana

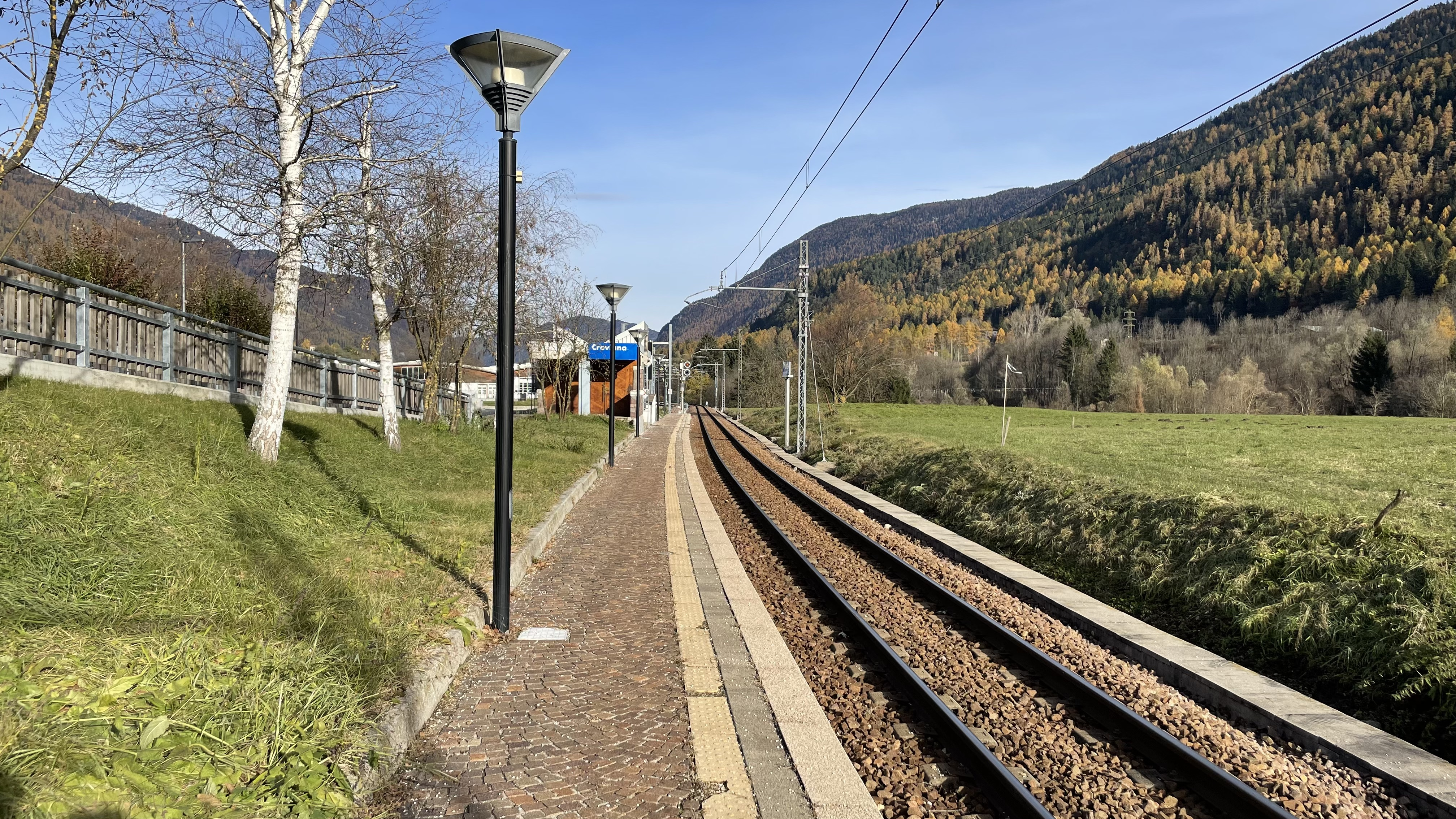

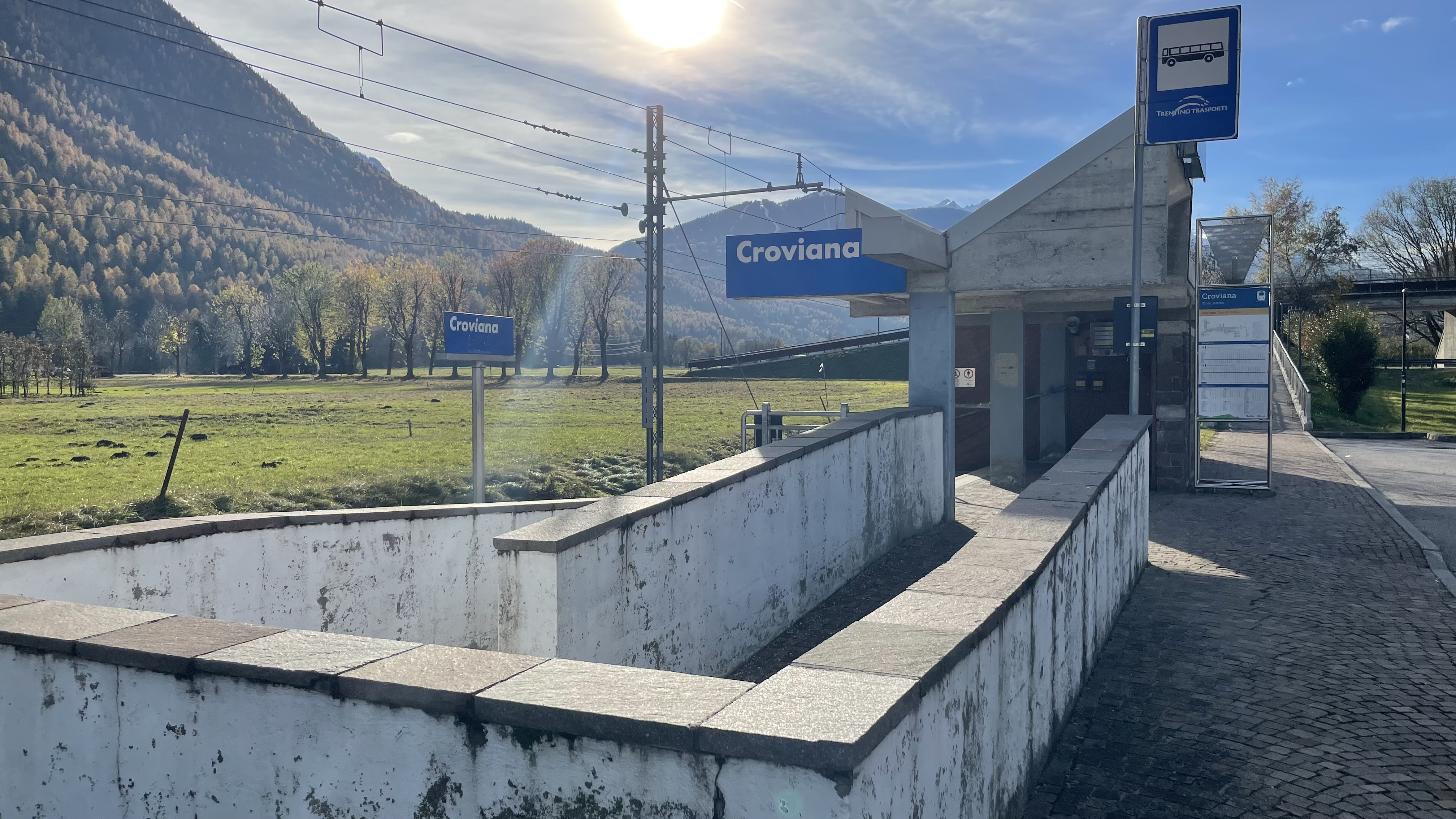

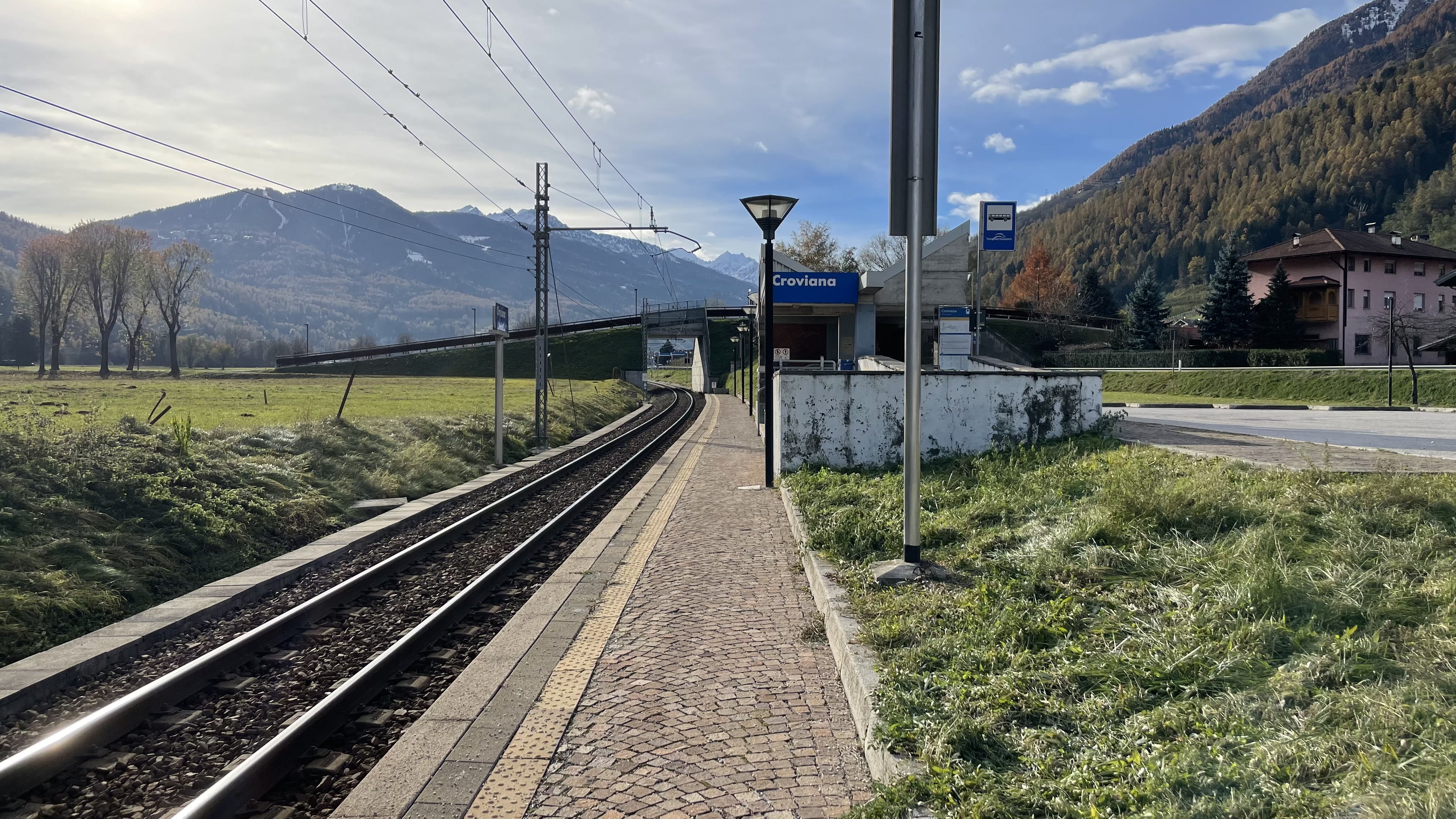

La stazione di Croviana è una fermata ferroviaria nel comune di Croviana in provincia autonoma di Trento, posta lungo la ferrovia Trento-Malé-Mezzana.

## Strutture e impianti
La gestione degli impianti è affidata a Trentino trasporti.
Il fabbricato viaggiatori è composto da solo un piano; è principalmente costruito in pietra ad eccezione del tetto che è in cemento armato. Il fabbricato è molto simile a quelli costruiti nel 2003 con il prolungamento della linea da Malé a Mezzana. 
Il piccolo fabbricato è solo in parte fruibile da parte dei viaggiatori dove si trova una piccola sala di attesa protetta dall'esterno solo da una pensilina in cemento.
Il piazzale ferroviario è dotato dell'unico binario di corsa. L'accesso a quest'ultimo da parte dell'utenza è garantito da una banchina.
A fianco alla Stazione c'è il deposito di tram e autobus, anch'esso gestito dall'azienda Trentino Trasporti.

## Servizi
- Sala d'attesa
- Stazione accessibile ai disabili
- Parcheggio
- Biglietteria self-service

## Interscambi
Al bivio con la strada principale è presente un parcheggio